# Antillocoris discretus
Antillocoris discretus är en insektsart som beskrevs av Barber 1952. Antillocoris discretus ingår i släktet Antillocoris och familjen Rhyparochromidae. Inga underarter finns listade i Catalogue of Life.